# Astragalus sahendi
Astragalus sahendi är en ärtväxtart som beskrevs av Friedrich Alexander Buhse. Astragalus sahendi ingår i släktet vedlar, och familjen ärtväxter. Inga underarter finns listade i Catalogue of Life.